# Vieux bain à Jošanička Banja
Le vieux bain à Jošanička Banja (en serbe cyrillique : Старо купатило у Јошаничкој Бањи ; en serbe latin : Staro kupatilo u Jošaničkoj Banji) se trouve à Jošanička Banja, dans la municipalité de Raška et dans le district de Raška, en Serbie. Il est inscrit sur la liste des monuments culturels protégés de la République de Serbie (identifiant no SK 1494),.

## Présentation
Le vieux bain a été construit au plus tard au XVIIIe siècle,, au moment de l'occupation turque de la Serbie.
Le bâtiment, très simple, se compose de deux pièces, dont l'une pour le bain ; la partie principale dispose d'une piscine avec un escalier et est surmontée d'une coupole aveugle peu marquée. Le toit à quatre pans est recouvert de tuiles et les façades sont simplement enduites.

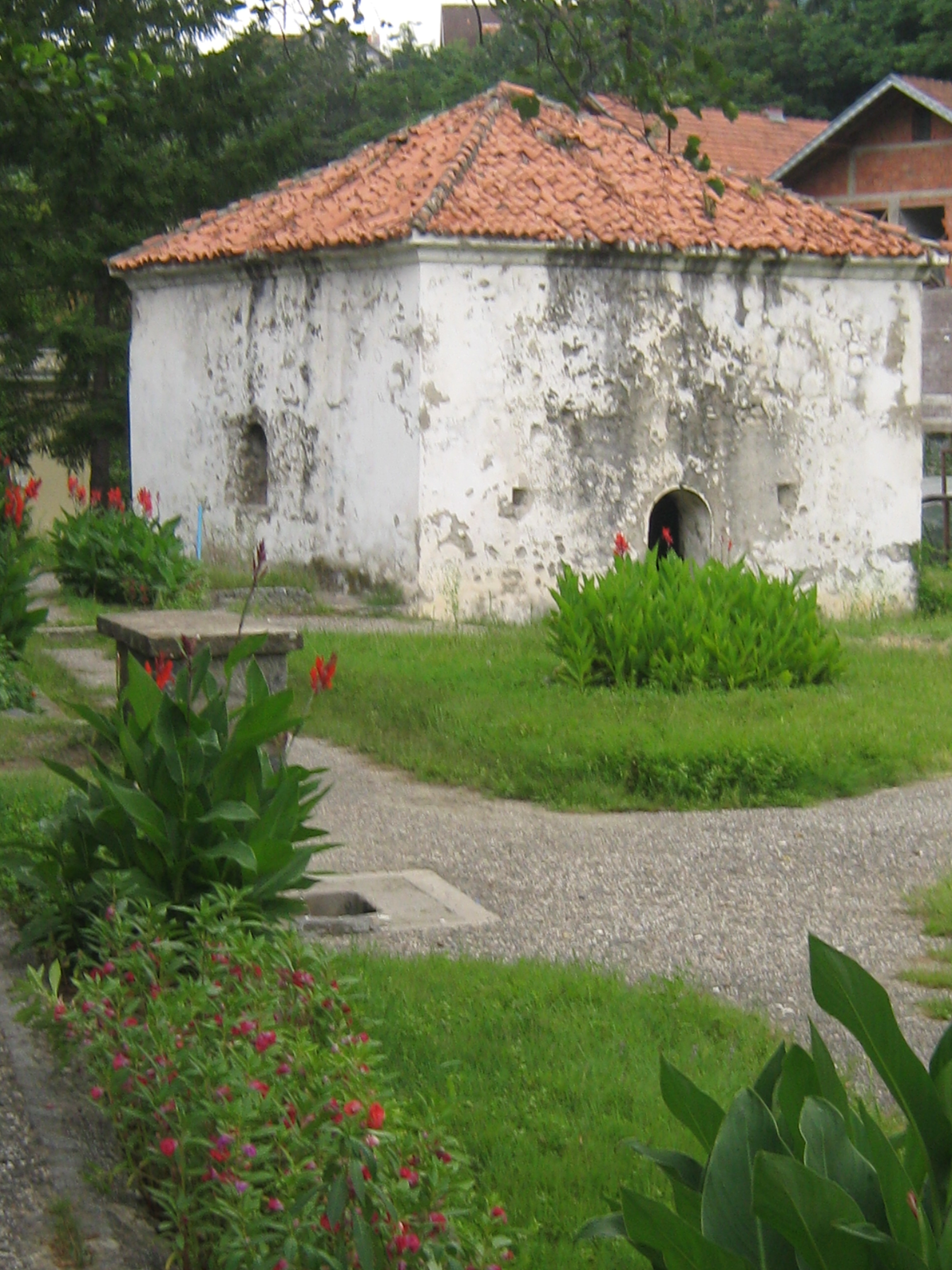
Autre vue du bain.